# Lagoa Santa

Lagoa Santa en Brasil.

Lagoa Santa es un municipio brasileño del estado de Minas Gerais, localizado en la Región Metropolitana de Belo Horizonte. Se encuentra a 800 m de altitud, tiene 231,9 km² de área y una población de 52.526 habitantes (IBGE 2010). Está a 35 km de Belo Horizonte, 776 km de Brasilia, 553 km de Río de Janeiro y 641 km de São Paulo.

## Arqueología

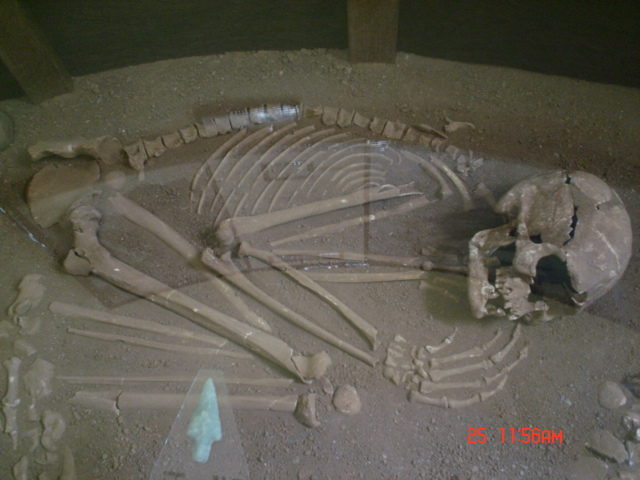
Esqueleto del paleoindio descubierto en Lagoa Santa.

El entorno de Lagoa Santa es un sitio arqueológico, investigado por Peter Wilhelm Lund (1843), F. Lacerda y R. Peixoto (1876), Sören Hansen (1888), Annette Laming-Emperaire (1970) y Walter Neves (1999). Está ubicado en el municipio del mismo nombre, Estado de Minas Gerais, Brasil. La ocupación humana tiene una antigüedad detectada de 12 000 años adP. 
Desde 1835 el naturalista danés Peter Lund visitó más de 800 cavernas en la región, identificando material paleontológico en por lo menos 70 de ellas. En seis encontró restos de esqueletos humanos. Fueron identificados 19 géneros y 32 especies extintas de animales. Entre las grutas y cavernas por él exploradas, la más importante fue la gruta localizada en la base del macizo de la Laguna del Sumidouro. Entre 1842 y 1843, Lund excavó la gruta del Sumidouro, en la cual encontró huesos humanos de muchos individuos asociados con huesos de animales extintos, lo cual lo convenció de la antigūedad del hombre americano. El descubrimiento de los huesos de los llamados hombres de Lagõa Santa (o láguidos) son los primeros vestigios de ocupación humana encontrados en el continente americano.
En Lapa Vermelha, entre 1974 y 1975, una expedición arqueológica franco-brasilera dirigida por Annette Laming-Emperaire, descubrió los huesos humanos más antiguos fechados en América (11 500 años adP para el cráneo Luzía). Los cráneos se caracterizan por acusada dolicocefalia y otros rasgos que recuerdan a los melanesios y a los habitantes del sureste de Asia.

## Galería

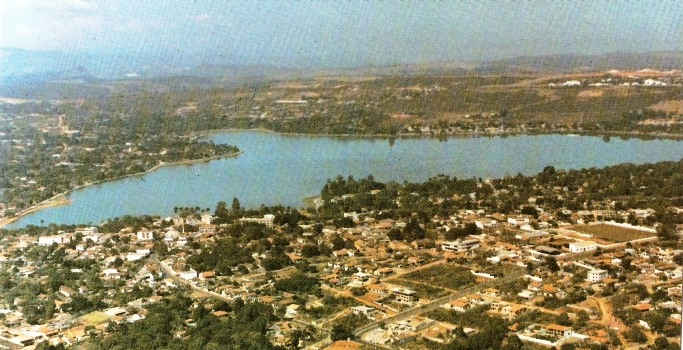
Ciudad de Lagoa Santa
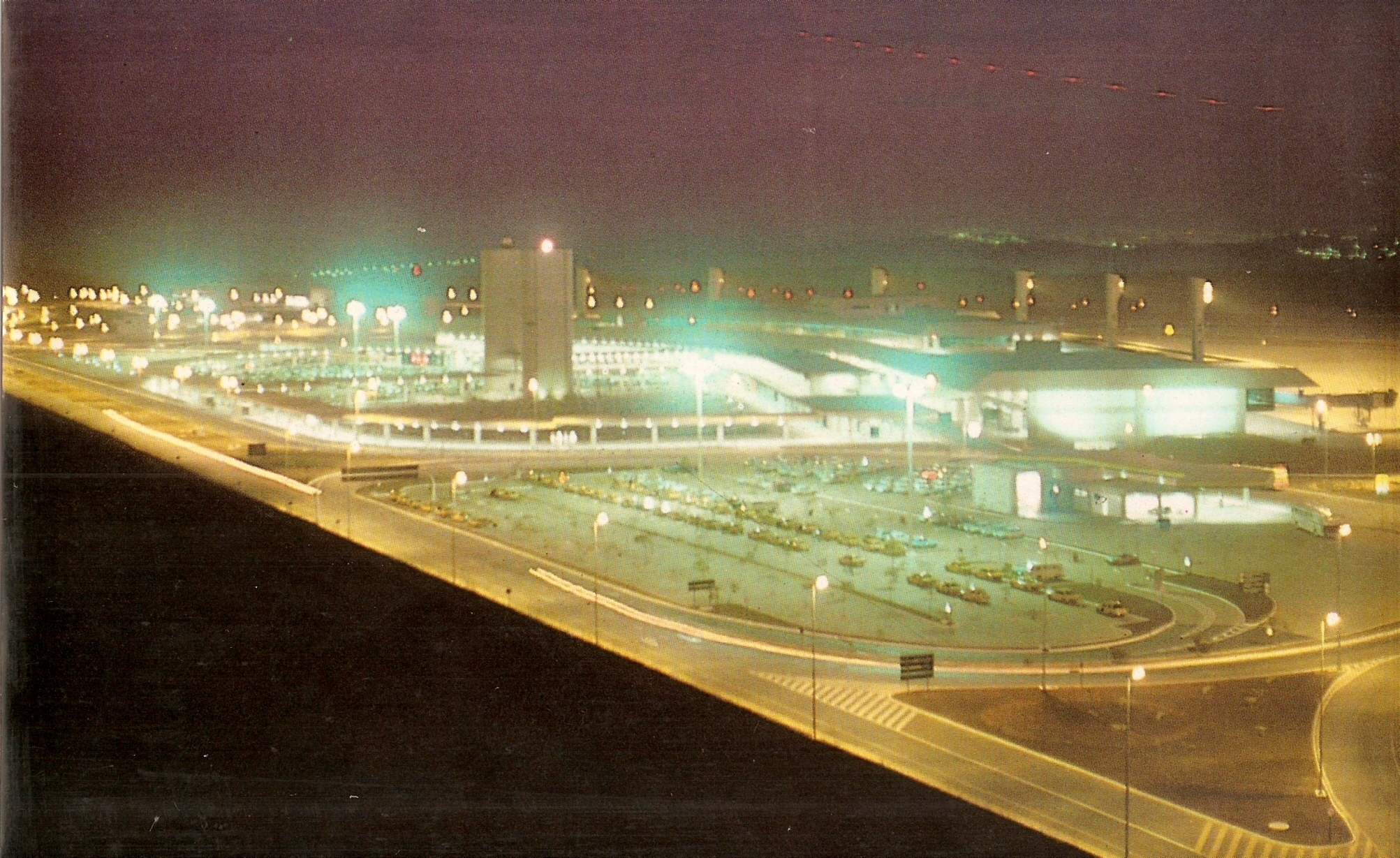
Aeropuerto de Lagoa Santa
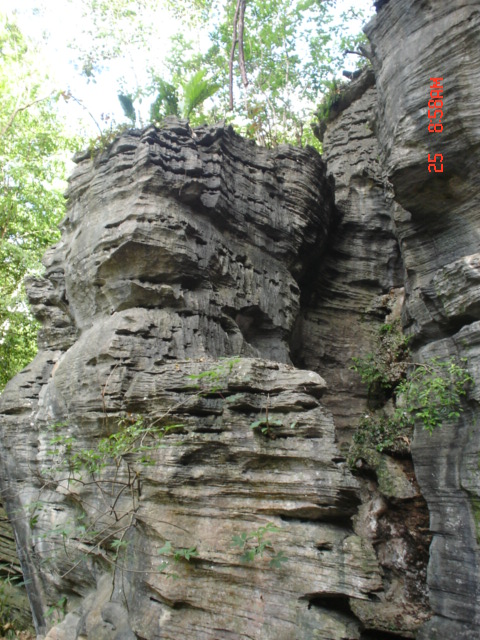
Formación rocosa en Lagoa Santa
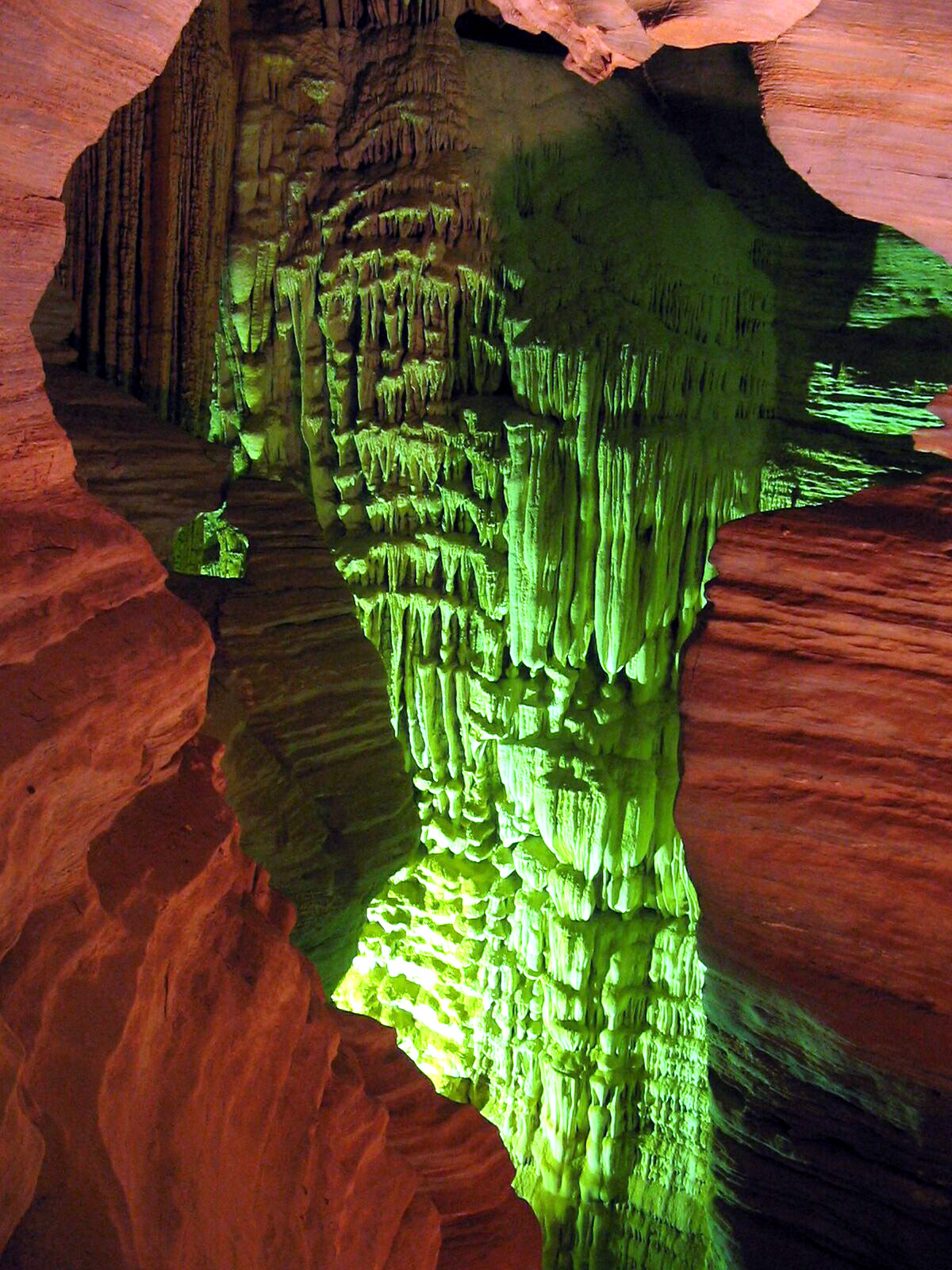
Gruta Lapinha, explorada por Peter Lund y hoy sitio turístico

- Wikimedia Commons alberga una categoría multimedia sobre Lagoa Santa.